# DekaTuin
DekaTuin is een Nederlands tuincentrum met vestigingen in Noord-Holland. De eigenaar van de winkels is DekaMarkt opgericht door Dirk Kat.
Het eerste filiaal van DekaTuin opende in maart 2008 zijn deuren in Heiloo, in 2010 volgde een locatie in Haarlem en in november 2019 opende DekaTuin een pop-up store in de binnenstad van Haarlem aan de Anegang zijn deuren.